# Yelvertoft
Yelvertoft är en by och en civil parish i Northamptonshire i England. Orten har 764 invånare (2011). Byn nämndes i Domedagsboken (Domesday Book) år 1086, och kallades då Celvrecot/Gelvrecote/Givertost.